# Lank (Berg)

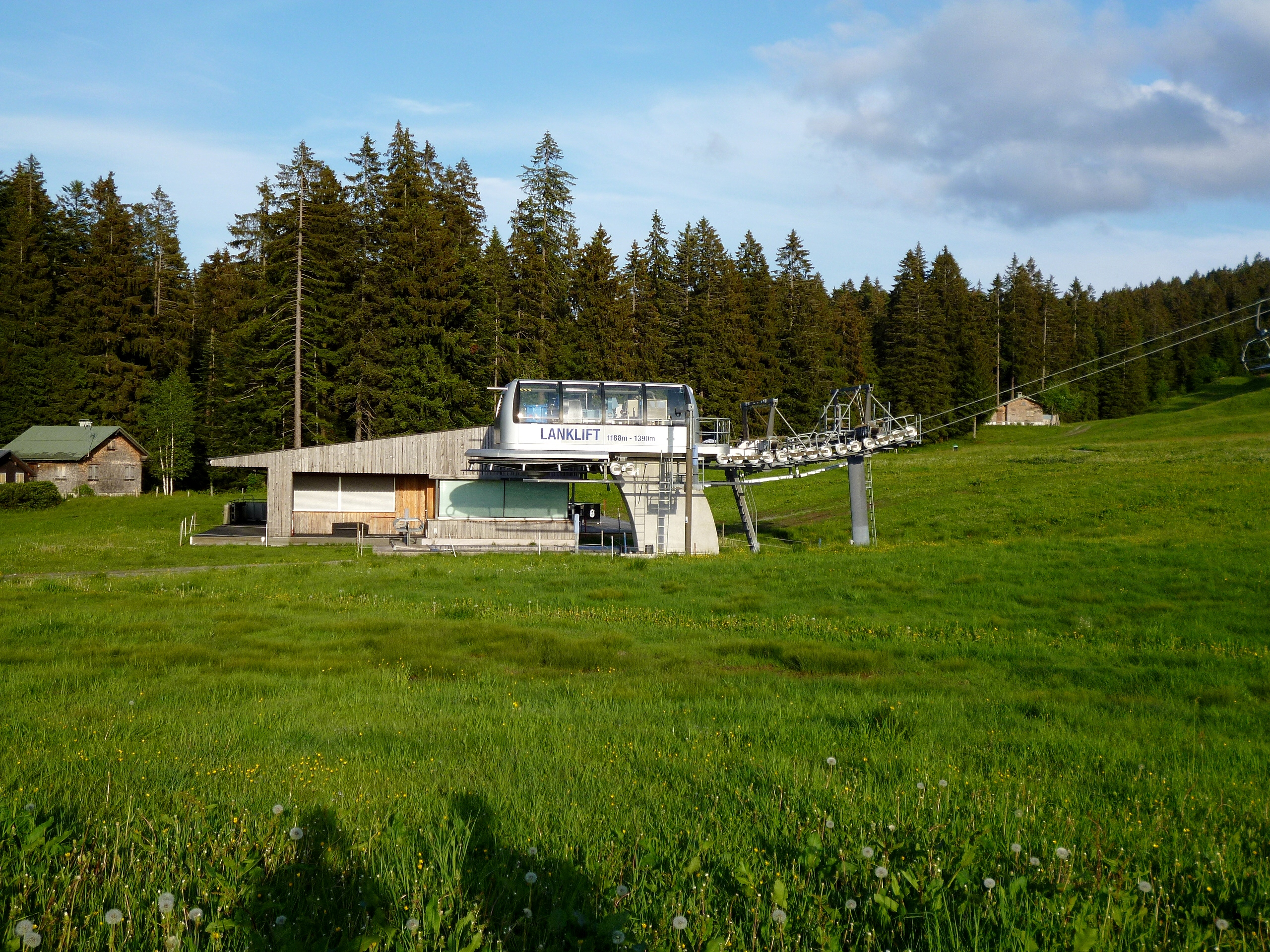
Talstation des neuen Lanklifts (Sesselbahn) im Frühjahr 2011. Im Hintergrund rechts die Reichsbundhütte (seit 2005 Dornbirner Hütte) und links die Rotkreuz-Hütte.

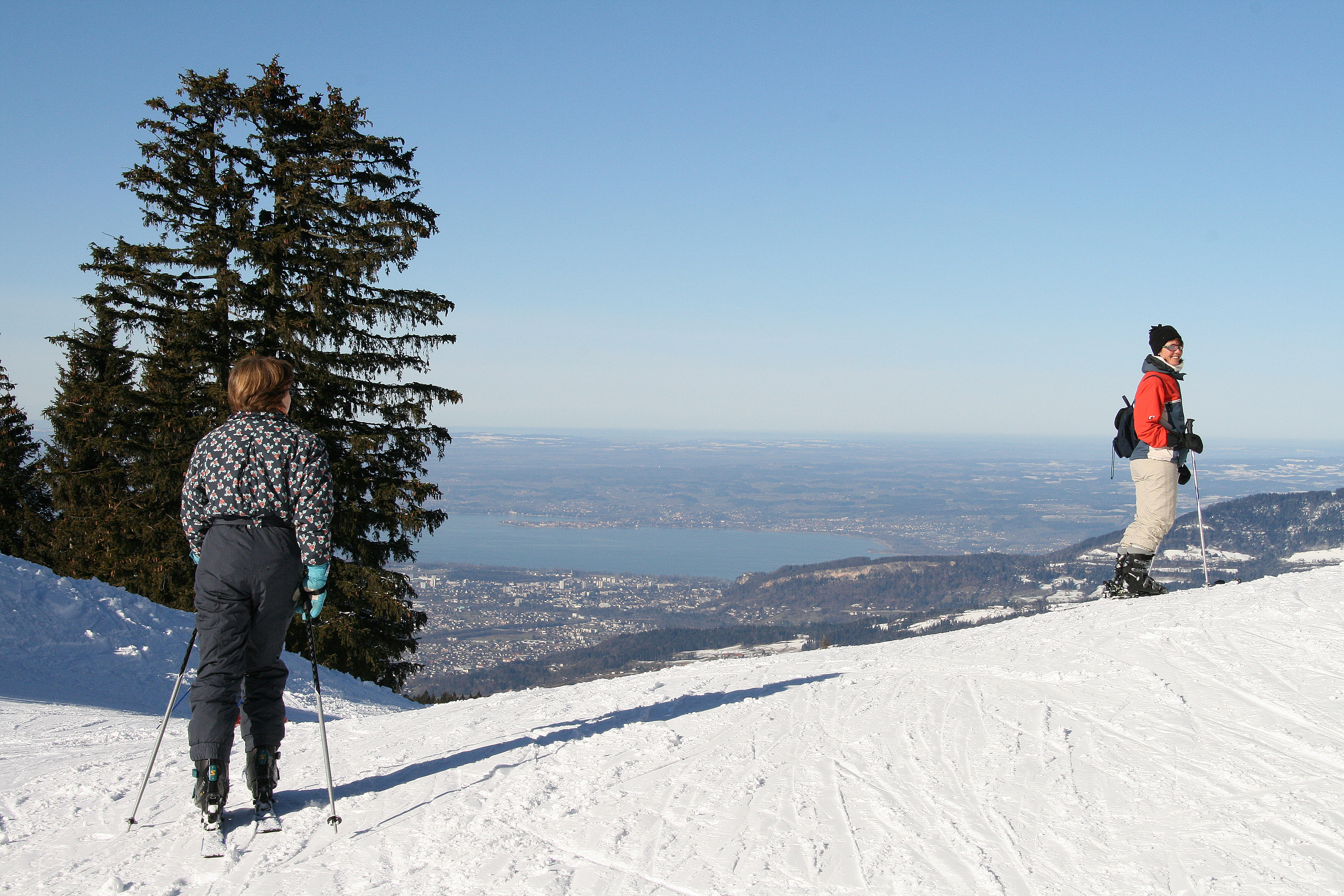
Blick vom Lank auf Lauterach, Hard, Bregenz, Lochau, Hörbranz, Lindau und den Bodensee

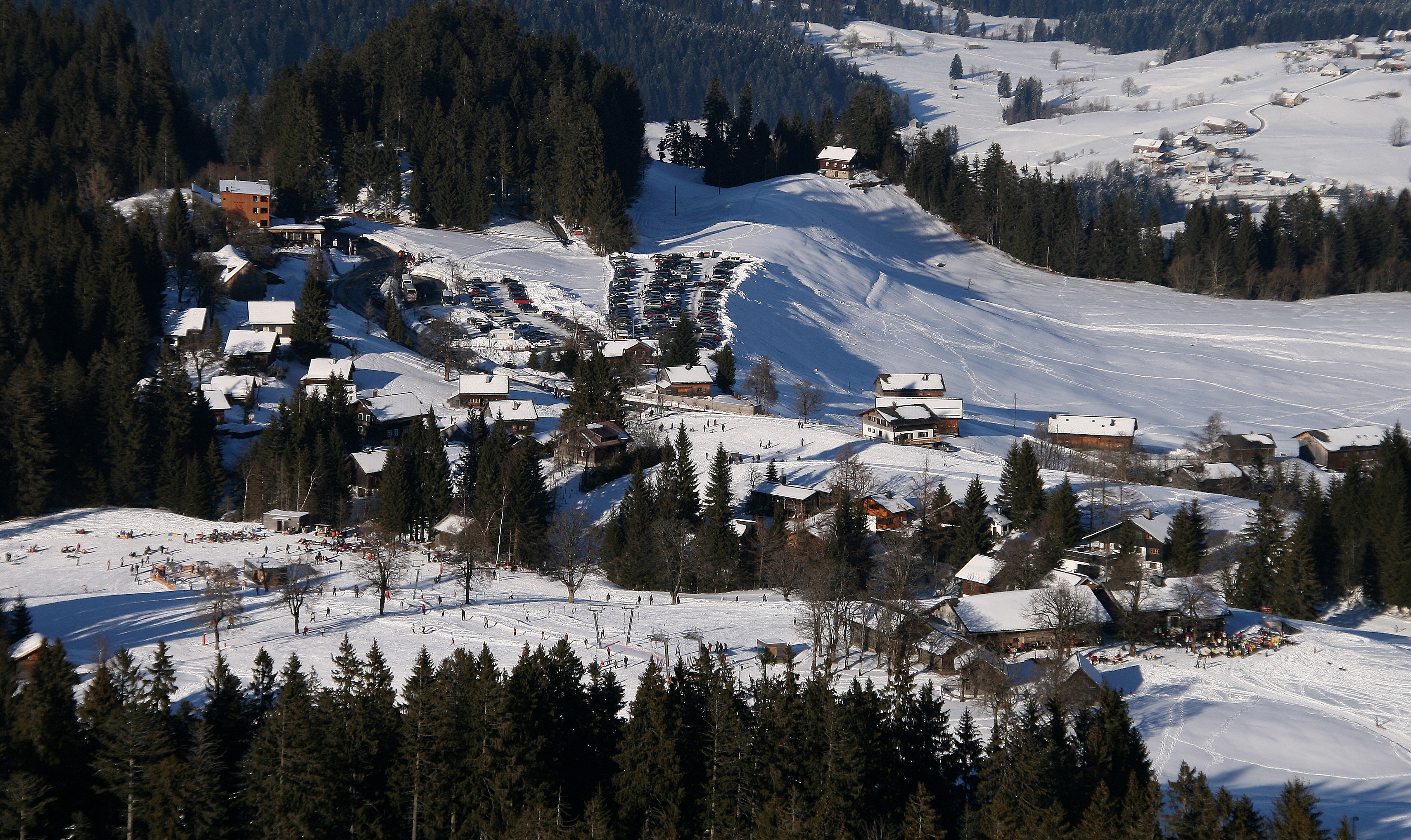
Blick von der Bergstation des Lanklifts auf den Losenpass, das Bödele, im Vordergrund links der Oberloselift/Meiereilift, rechts die Meierei.

Der Lank (frühere Schreibweise: Lanck) ist ein unscheinbarer, 1370 m ü. A. hoher Berg im Bregenzerwaldgebirge, der sich auf der Gemeindegrenze zwischen den beiden österreichischen Gemeinden Dornbirn (Bezirk Dornbirn) und Schwarzenberg im Bregenzerwald (Bezirk Bregenz) befindet. Der Lank bildet auch einen Teil der geographischen Grenze zwischen dem Rheintal und dem Bregenzerwald.

## Topographie, Geografie, Lage und Verkehr
Der Lank ist etwa 5 km Luftlinie östlich des Zentrums der Stadt Dornbirn und etwa 3,6 km vom Zentrum von Schwarzenberg entfernt. Zur südöstlich gelegenen Hochälpelehütte (1460 m ü. A., Hochälpelekopf, 1463 m ü. A.) sind es etwa 900 m und zum nördlich gelegenen Losenpass (1139 m ü. A.) etwa 1400 m.
Etwa 150 m südöstlich vom Lankkreuz entfernt befindet sich die Bergstation des Lankliftes (Vierer-Sesselbahn der Dornbirner Seilbahngesellschaft) auf 1390 m ü. A. Die Lankhütte befindet sich nördlich, etwa 400 m unterhalb des Lankkreuzes auf etwa 1230 m ü. A.
Rund 600 m östlich des Lankkreuzes beim Hinter Lank auf Schwarzenberger Gemeindegebiet befindet sich das Flurstück Lankkluppo (etwa 1282 m ü. A., auch ironisch im Volksmund als Schwabenfalle bezeichnet) direkt neben dem Seeblicklift (Schlepplift der Hochälpele Schiliftgesellschaft). Das Flurstück Lankzimmer ist wenige Höhenmeter darüber (etwa 1305 m ü. A.)
Etwa 700 m nordwestlich des Lankkreuzes auf Dornbirner Gemeindegebiet, mitten im Wald, findet sich die Parzelle Lanksgrueb (etwa 1165 m ü. A.). Am Lank bezeichnet ein unterhalb des Lankkreuzes nördlich bis nordwestlich befindliches, etwa 2 Hektar großes Flurstück, welches sowohl auf Dornbirner als auch auf Schwarzenberger Gemeindegebiet liegt, wobei das auf Dornbirner Seite liegende fast gänzlich bewaldet und das auf Schwarzenberger Seite Teil der Skipiste ist (im Sommer Viehweide).

## Gewässer
Westlich unterhalb des Lank, zwischen dem Fallenberg (rechts) und Kehlegg (links) entspringt der Badbach (siehe Bad Kehlegg) und etwas weiter nördlich der Steinebach und beginnt das gleichnamige Tal. Nördlich, etwa 500 m unter dem Gipfelkreuz entspringt der Rotenbach, der unter anderem das Fohramoos bewässt und nach 4,65 km im Schwarzachtobel in die Schwarzach mündet. Parallel östlich davon fließt der Winsauerbach, der später Stauderbach heißt und ebenfalls in die Schwarzach mündet. Dieser durchfließt den Bödelesee.

## Wandern
Der Berg bedingt nur wenig Trittsicherheit und ist bequem zu erreichen. Alpine Ausrüstung ist nicht erforderlich, jedoch gute Bergschuhe. Der nächstgelegene Wander-Stützpunkt ist die Hochälpelehütte.
Der Aufstieg auf den Lank ist auf mehreren Routen möglich, so z. B. vom Losenpass über die Skipiste oder von der Talstation des Hochälpelelifts über den Hinter Lank (Seeblicklift) oder von der Hochälpelehütte. Der kürzeste und einfachste Weg führt vom Losenpass südwärts über die Skipiste.
Über den Lank führt eine Alternativroute des Europäischen Fernwanderwegs E4 (Nordalpenweg/Österreichischer Weitwanderweg 01, Abschnitt Bregenz – Bödele – Hoher Freschen – Damüls) nach Dornbirn.

### Sommer
Der Weg vom Losenpass über die Güterwege und die Skipiste unterhalb des Lank auf den Berggipfel ist relativ einfach und kann in etwa einer 3/4 Stunde leicht bewältigt werden (231 Höhenmeter). Bei Nässe und Frost ist in den Grashängen Vorsicht geboten. In der Alpzeit im Sommer ist das geweidete Vieh nur wenig beaufsichtigt und bewegt sich frei.

### Winter
Im Winter erfolgt der Aufstieg in der Regel am Pistenrand über die sogenannte Waldabfahrt (Piste Nr. 6), sofern nicht die Sesselbahn benützt wird, und diese Route ist auch für den Besuch der Hochälpelehütte beliebt (teilweise auch nachts – Achtung: Pistenraupen verkehren!). Es bestehen bergtechnisch am Lank auch im Winter keine allzu großen Ansprüche und keine Lawinengefahr.

## Aufstiegshilfen
Am Lank ging die erste motorisch betriebene Aufstiegshilfe für Skifahrer 1908 in Betrieb (siehe: Schlittenlift Bödele). 1950 wurde der erste Schlepplift am Bödele hier gebaut und 1951 in Betrieb genommen, seit 2000 befördert die erste Sesselbahn am Bödele die Skifahrer auf 1390 m Seehöhe.